# Amaxia manora
Amaxia manora là một loài bướm đêm thuộc phân họ Arctiinae, họ Erebidae.